# ژوزف دو مارلیاو
ژوزف دو مارلیاو (به فرانسوی: Joseph de Marliave) (زادهٔ ۱۶ نوامبر ۱۸۷۳ – درگذشتهٔ ۲۴ اوت ۱۹۱۴) موسیقی‌شناس و پرسنل نظامی اهل فرانسه بود.
او بیشتر به خاطر کتابی (۱۹۲۵) که دربارهٔ کوارتت‌های زهی بتهوون نوشته‌است شناخته می‌شود. این کتاب بسیار معروف است و به‌ویژه جوزف کرمان در کتابش (۱۹۶۶) به‌طور گسترده از آن نقل‌قول کرده‌است.
او علاوه بر پژوهش دربارهٔ بتهوون، مقالات متعددی دربارهٔ آهنگسازان دیگر منتشر کرد. بخش‌هایی از کتاب او دربارهٔ بتهوون، ترجمه و اقتباس از کتابی از تئودور هِلم‏ (۱۸۴۳–۱۹۲۰) است که به سال ۱۸۸۵ در آلمان منتشر شده بوده‌است.
مارلیاو از دوستان نزدیکِ گابریل فوره، آهنگساز نامدار فرانسوی، بود. فوره بر نسخهٔ اصلیِ فرانسویِ کتابِ مارلیاو دربارهٔ کوارتت‌های زهیِ بتهوون مقدمه نوشت.
مارلیاو همچنین در نیروهای مسلح فرانسه کاپیتان بود و در اوت ۱۹۱۴، کمی بعد از وقوع جنگ جهانی اول، کشته شد.
موریس راول، آهنگساز بزرگ فرانسوی، در یکی از آثارش به نام «آرامگاه کوپِرَن» توکاتا (بخشِ ششم از نسخهٔ پیانوییِ آن) را به او اهدا کرده‌است.
مارلیاو همسرِ مارگریت لون، نوازندهٔ مشهور پیانو و معلم موسیقی، بود.